# جوتا ليردام
جوتا ليردام (بالإنجليزية: Jutta Monica Leerdam) (مواليد 30 ديسمبر 1998) هي لاعبة تزلج سريع هولندية وهي عضوة في فريق iko. متخصصة في سباقات السرعة الطويلة. وهي بطلة العالم في سباقات السرعة لعام 2022في سباقي 500، 1000متر مجتمعين.
في سباق 1000 متر، هي بطلة العالم في سباقات المسافة الفردية لعامي 2020 و2023. أما في سباقات السرعة الجماعية، فهي بطلة العالم في سباقات المسافة الفردية لعامي 2019 و2020، ووبطلة التزلج السريع في الألعاب الأولمبية الشتوية 2022 – 1000 متر ‏. كما فازت بالميدالية الفضية في سباق 1000 متر في أولمبياد بكين الشتوية 2022.

## المسيرة الرياضية
أصبحت ليردام بطلة العالم للناشئين في بطولة العالم للناشئين للتزلج السريع 2017 في هلسنكي، فنلندا. وفي العام التالي، في بطولة عام 2018في سولت ليك سيتي، الولايات المتحدة، احتلت المركز الثاني خلف مواطنتها جوي بيون.
خلال موسم 2017-2018، فازت بمسابقة كأس العالم للناشئين ISU في سباقي 1000 متر و1500 متر. كما أصبحت بطلة هولندا في سباقات السرعة للناشئين. عام 2018، أصبحت لاعبة محترفة وانضمت إلى فريق IKO.

منذ احترافها، فازت بلقب بطولة العالم لسباق 1000 متر مرتين (2020 و2023)، وحصلت على الميدالية الفضية في تلك المسافة في دورة الألعاب الأولمبية الشتوية لعام 2022، وحصلت أيضًا على الميدالية الذهبية في بطولة العالم لسباقات السرعة في عام 2022. انضمت ليردام إلى فريق جامبو-فيسما في عام 2022، وهي مرتبطة بعقد حتى عام 2024.

## الاحصائات

### الانجازات الشخصية
| Personal records |         |                  |                                   |            |
| Speed skating    |         |                  |                                   |            |
| Event            | Result  | Date             | Location                          | Notes      |
| 500 متر          | 37.14   | 27 December 2022 | Thialf, Heerenveen                |            |
| 1000 متر         | 1:11.84 | 15 February 2020 | Utah Olympic Oval, Salt Lake City | رقم هولندي |
| 1500 متر         | 1:53.64 | 29 October 2021  | Thialf, Heerenveen                |            |
| 3000 متر         | 4:05.19 | 10 March 2018    | Utah Olympic Oval, Salt Lake City |            |

### الارقام العالمية
| Nr. | الحدث       | النتيجة  | التاريخ          | البلد                             | ملاحظات                       |
| --- | ----------- | -------- | ---------------- | --------------------------------- | ----------------------------- |
| 1.  | Team sprint | 1:24.029 | 13 February 2020 | Utah Olympic Oval, Salt Lake City | مع ليتيسيا دي جونغ وFemke Kok |

## البطولات والميداليات
| الموسم  | Dutch Championships Single Distances     | Dutch Championships Sprint               | بطولة أوروبا لتزلج السريع ‏ بطولة أوروبا لتزلج السريع ‏ بطولة أوروبا لتزلج السريع ‏ | World Championships Sprint                                      | World Championships Single Distances      | التزلج السريع في الألعاب الأولمبية الشتوية ‏ التزلج السريع في الألعاب الأولمبية الشتوية ‏                                                        | World Championships Allround Junior                                    | World Cup Junior         | World Cup GWC                   | European Championships Single Distances |
| ------- | ---------------------------------------- | ---------------------------------------- | -------------------------------------------------------------------------------- | --------------------------------------------------------------- | ----------------------------------------- | --- | ---------------------------------------------------------------------- | ------------------------ | ------------------------------- | --------------------------------------- |
| 2016–17 | هيرينفين 14th 500m 12th 1000m 15th 1500m |                                          |                                                                                  |                                                                 |                                           | | HELSINKI 500m 1500m 7th 1000m 3000m overall team pursuit               |                          |                                 |                                         |
| 2017–18 | هيرينفين 11th 500m 10th 1000m 14th 1500m |                                          |                                                                                  |                                                                 |                                           | | SALT LAKE CITY 500m 1500m 1000m 3000m overall team pursuit team sprint | 500m 1000m 1500m overall |                                 |                                         |
| 2018–19 | هيرينفين 500m 1000m                      | هيرينفين 500m 1000m 500m 1000m overall   | COLLALBO 4th 500m 1000m 4th 500m 1000m 4th overall                               | HEERENVEEN 16th 500m 6th 1000m 15th 500m 4th 1000m 10th overall | INZELL 16th 500m 5th 1000m team sprint    | |                                                                        |                          | 20th 500m 15th 1000m            |                                         |
| 2019–20 | HEERENVEEN 500m 1000m                    |                                          |                                                                                  | HAMAR 15th 500m 1000m 7th 500m 1000m 5th overall                | SALT LAKE CITY 8th 500m 1000m team sprint | |                                                                        |                          | 24th 500m 4th 1000m team sprint | HEERENVEEN DNS 500m 1000m               |
| 2020–21 | HEERENVEEN 500m 1000m                    | HEERENVEEN 500m 1000m 500m 1000m overall | HEERENVEEN 4th 500m 1000m 500m 1000m بطولة أوروبا لتزلج السريع 2021 ‏             |                                                                 | HEERENVEEN 4th 500m 1000m                 | |                                                                        |                          | 28th 500m 18th 1000m            |                                         |
| 2021–22 | HEERENVEEN 500m 1000m                    |                                          |                                                                                  | HAMAR 5th 500m 1000m 500m 1000m overall                         |                                           | BEIJING 5th التزلج السريع في الألعاب الأولمبية الشتوية 2022 – سيدات 500 متر ‏ التزلج السريع في الألعاب الأولمبية الشتوية 2022 – سيدات 1000 متر ‏ |                                                                        |                          | 20th 500m 15th 1000m            | HEERENVEEN 1000m                        |
| 2022–23 | HEERENVEEN 500m 1000m 1500m              | HEERENVEEN 500m 1000m 500m 1000m overall | HAMAR 500m 1000m 500m 1000m overall                                              |                                                                 | HEERENVEEN 500m 1000m 7th 1500m           | |                                                                        |                          | 4th 500m 1000m 22nd 1500m       |                                         |
| 2023–24 | HEERENVEEN 500m 1000m 6th 1500m          |                                          |                                                                                  | INZELL 5e 500m 1000m 5e 500m 1000m overall                      | CALGARY 6th 500m 1000m                    | |                                                                        |                          |                                 | HEERENVEEN 500m 1000m                   |

المصدر:
- فعاليات بطولة العالم للناشئين: 500m, 1500m, 1000m, 3000m
- أحداث بطولة السرعة: 500m, 1000m, 500m, 1000m

## الحياة الشخصية
سُمّيت ليردام نسبة لبطلة العالم الألمانية في رياضة ركوب الأمواج الشراعية، جوتا مولر، من قِبل والدها، وهو من هواة هذه الرياضة. ابنة عمها الثانية، ديون فوسكامب، هي متزلجة سريعة. تدرس ليردام الاقتصاد التجاري في أكاديمية يوهان كرويف التابعة لجامعة هانزي للعلوم التطبيقية في خرننغن.
كانت ليردام على علاقة بمتزلج السرعة الهولندي كوين فيرفيج من 2017 إلى عام 2022. ومنذ عام 2023، كانت على علاقة بشخصية بارزة على مواقع التواصل الاجتماعي وملاكم محترف، جيك بول. أكد الزوجان علاقتهما عبر الاعلام في 3 أبريل 2023 بعد تواصلهما عبر إنستغرام قبل بضعة أشهر.